# Saint-Gervais-de-Vic
Saint-Gervais-de-Vic ist eine französische Gemeinde mit 392 Einwohnern (Stand: 1. Januar 2022) im Département Sarthe in der Region Pays de la Loire; sie gehört zum Arrondissement Mamers und zum Kanton Saint-Calais. Die Einwohner werden Gervaisiens genannt.

## Geographie
Saint-Gervais-de-Vic liegt etwa 40 Kilometer ostsüdöstlich von Le Mans. Umgeben wird Saint-Gervais-de-Vic von den Nachbargemeinden Saint-Calais im Norden, Savigny-sur-Braye im Osten, La Chapelle-Huon im Süden, Cogners im Westen und Südwesten sowie Sainte-Cérotte im Westen und Nordwesten. 

## Bevölkerungsentwicklung
| 1962                      | 1968 | 1975 | 1982 | 1990 | 1999 | 2006 | 2013 |
| ------------------------- | ---- | ---- | ---- | ---- | ---- | ---- | ---- |
| 580                       | 490  | 478  | 419  | 402  | 399  | 387  | 394  |
| Quelle: Cassini und INSEE |      |      |      |      |      |      |      |

## Sehenswürdigkeiten
- Kirche Saint-Gervais-et-Saint-Protais, seit 1927 Monument historique
- Herrenhaus La Béchuère aus dem 15. Jahrhundert, seit 1979 Monument historique

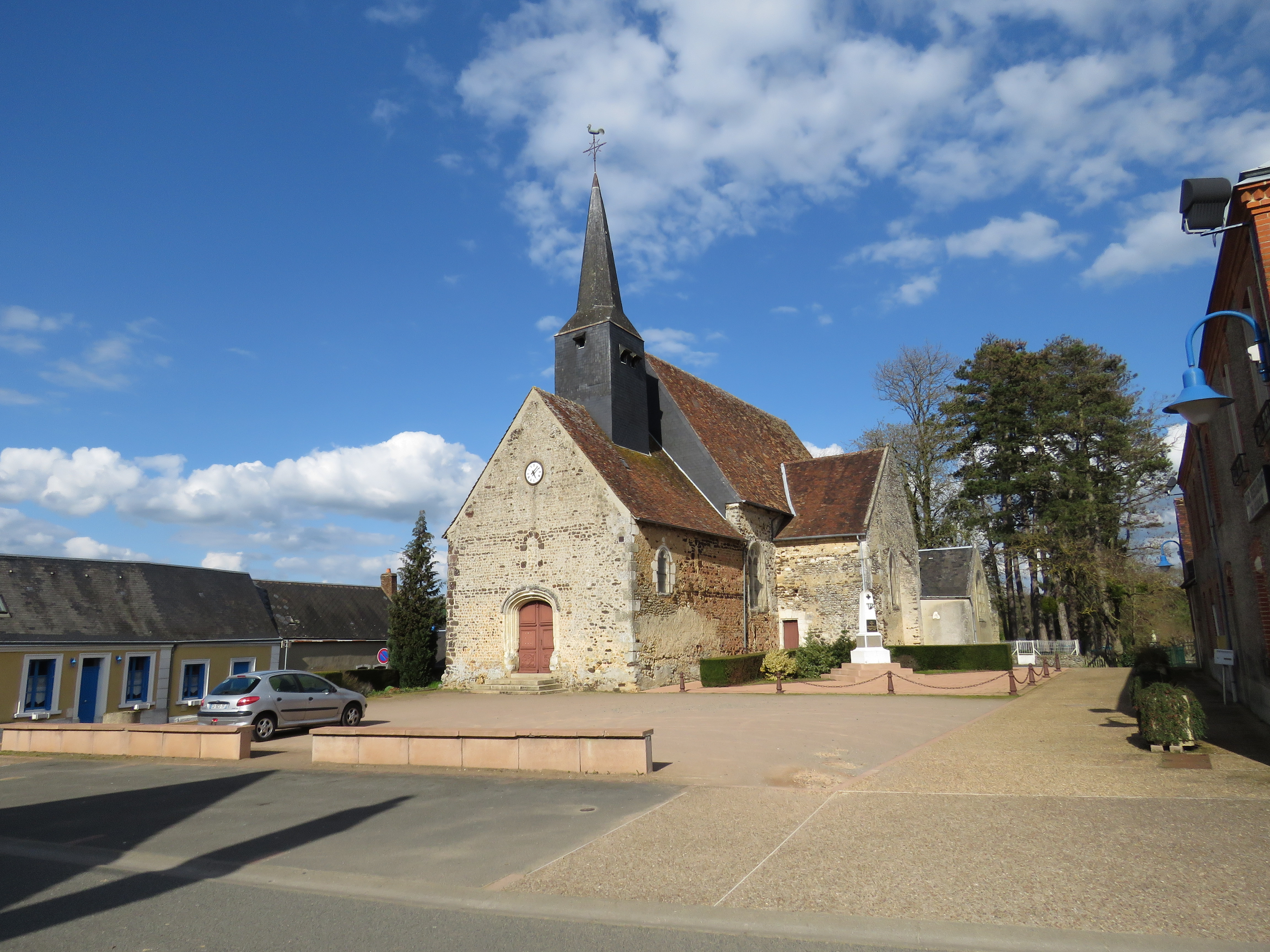
Kirche Saint-Gervais-et-Saint-Protais
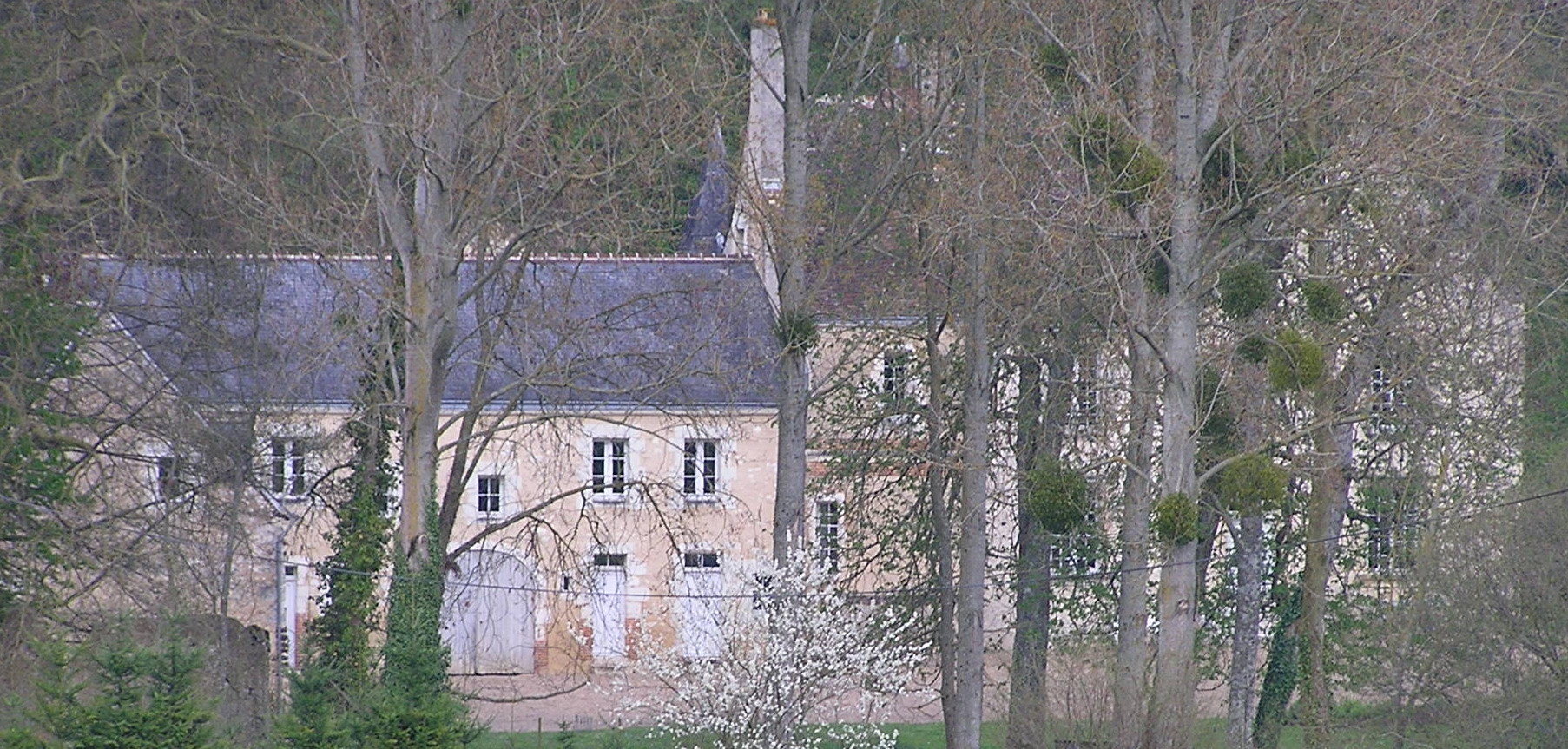
Herrenhaus La Béchuère